# Aseguradoras de Venezuela
El sector asegurador en Venezuela está compuesto por aseguradoras, reaseguradoras, corredoras de seguros, agentes de seguros, compañías de servicios de medicina prepagada y cooperativas. Todas esas empresas están reguladas por la Ley de Seguros y Reaseguros de 2001, aunque esta no estipula la regulación sobre las empresas de servicios de medicina prepaga y cooperativas. Las principales aseguradoras son de capital venezolano, sin embargo la que ocupa el puesto uno pertenece a la transnacional Liberty Mutual.

## Evolución
Desde 1862 se regula el sector de aseguradoras de Venezuela, cuando se contempla esta actividad en el Código de Comercio. Pero la primera de las aseguradoras venezolanas surgió en 1886, en Maracaibo bajo el nombre de Seguros Marítimos, a ésta le seguirían Seguros La Venezolana en 1893, Seguros La Previsora 1914 y Seguros Fénix en 1925, esta última fusionada hoy con La Previsora. En 1935 se dicta la primera ley para regular específicamente el negocio, por medio de la Ley de Inspección de Vigilancia de las Empresas de Seguros, la cual creó la figura de La Fiscalía de Seguros como dependencia del Ministerio de Fomento.
En 1958 se cambia la denominación del ente rector de Fiscalía de Seguros a Superintendencia de Seguros, que en 1976 pasa de la cartera de Fomento a la de Hacienda (hoy Economía y Finanzas)..

## Llegada de transnacionales
En la década de 1990 se presentaron notorios cambios en el sector asegurador venezolano, con la aprobación de la nueva Ley de Seguros de 1995 que permitió la entrada de capital internacional al mercado asegurador venezolano. Desde entonces algunas compañías transnacionales comenzaron a adquirir las principales aseguradoras venezolanas, Liberty Mutual adquirió Seguros Caracas, Mayberry Corporation a Seguros Pan American, MAPFRE a Seguros La Seguridad, AGF Internacional a Adriática de Seguros y Zurich Financial Services a Seguros Sud América. Pero finalizando la década la situación cambió y el mercado asegurador venezolano registró una disminución constante de la utilidad neta promedio y un aumento de la siniestralidad pagada. En ese momento de las primeras cinco aseguradoras, cuatro eran extranjeras.

## Crecimiento de las empresas venezolanas
A partir de 2000 cambia el panorama de las aseguradoras en Venezuela, cuando comienzan a crecer las empresas de capital venezolano con lo que se conoce como bancaseguros que son las instituciones bancarias que poseen aseguradoras, éstas se especializan en pólizas de vida, accidentes personales y seguro funerario. En 2005 el despegue del sector fue significativo al lograr crecer un 40% más que el año anterior, el efecto se repetiría en menor medida pero constante durante el resto de la década. El crecimiento de las compañías venezolanas fue tal que en 2009 ocupan ocho de las primeras diez aseguradoras de ese país, en contraste con la década anterior.

## Aumento del control estatal
En 2007 el gobierno venezolano anunció la creación de Bolivariana de Seguros con el fin de dejar la dependencia de todos los asegurados de las instituciones del Estado en las aseguradoras privadas. Sin embargo hasta el segundo trimestre de 2009 la empresa no había entrado en operaciones.
En abril de 2009 se discutió en la Asamblea Nacional de Venezuela un proyecto de ley para aumentar el control estatal sobre las compañías aseguradoras, que de ser aprobada eliminaría la actividad de bancaseguros, aunque esto no implica la desaparición de las empresas de seguros que poseen los bancos; se crearía la Superintendencia de la Actividad Aseguradora en reemplazo de la Superintendencia de Seguros; se fijarían precios y términos de los contratos de seguros y además se establecerían seguros solidarios con el fin de cubrir a aquellas personas que están jubiladas, son de la tercera edad o tienen ingresos menores al salario mínimo.

## Ranking de las empresas aseguradoras de Venezuela (diciembre de 2013)
El siguiente cuadro contiene todas las aseguradoras de Venezuela que se encuentran registradas en la Superintendencia de Seguros.
| Ranking | Aseguradora                                        | Matriz/Alianza bancaria   |
| ------- | -------------------------------------------------- | ------------------------- |
| 1       | MAPFRE Seguros ("Seguros La Seguridad" hasta 1996) | MAPFRE La Seguridad       |
| 2       | Banesco Seguros                                    | Banesco                   |
| 3       | Seguros Altamira                                   |                           |
| 4       | Seguros La Previsora                               | Estado Venezolano         |
| 5       | Seguros Caracas                                    | Liberty Mutual            |
| 6       | Mercantil Seguros                                  | Mercantil Banco           |
| 7       | Seguros La Occidental                              | BOD                       |
| 8       | Multinacional de Seguros                           | -                         |
| 9       | Seguros Constitución                               | -                         |
| 10      | Seguros Horizonte                                  | Estado Venezolano         |
| 11      | Premier Seguros                                    | Baninvest                 |
| 12      | Seguros Carabobo                                   |                           |
| 13      | Zurich Seguros                                     | Zurich Financial Services |
| 14      | Seguros Catatumbo                                  | -                         |
| 15      | La Venezolana de Seguros y Vida                    | -                         |
| 16      | Uniseguros                                         | -                         |
| 17      | Seguros Caroní                                     | Banco Caroní              |
| 18      | Seguros Banvalor                                   | BanValor                  |
| 19      | Adriática de Seguros                               | Multinacional de Seguros  |
| 20      | Estar Seguros                                      | -                         |
| 21      | Nuevo Mundo Seguros                                | -                         |
| 22      | Seguros Los Andes                                  | Central Banco Universal   |
| 23      | Vivir Seguros                                      | Banco Canarias*           |
| 24      | Seguros Federal                                    | Banco Federal             |
| 25      | Seguros Guayana                                    | Multinacional de Seguros  |
| 26      | Oriental de Seguros                                | -                         |
| 27      | Seguros Pirámide                                   | -                         |
| 28      | Interbank Seguros                                  | Multinacional de Seguros  |
| 29      | Seguros Qualitas                                   | Qualitas                  |
| 30      | Seguros Ávila                                      | -                         |
| 31      | Seguros American International                     | AIG / Bancaribe           |
| 32      | Seguros Venezuela                                  | Bancaribe                 |
| 33      | Proseguros                                         | -                         |
| 34      | Transeguro                                         | -                         |
| 35      | Seguros Provincial                                 | BBVA Provincial           |
| 36      | Seguros Universitas                                | -                         |
| 37      | Zuma Seguros                                       | BaNorte                   |
| 38      | Seguros La Internacional                           | -                         |
| 39      | Seguros Corporativos                               | -                         |
| 40      | Seguros La Fé                                      | Organización Vallés       |
| 41      | Atrio Seguros (antes Seguros Comerciales Bolívar)  | -                         |
| 42      | Universal de Seguros                               | -                         |
| 43      | La Regional de Seguros                             |                           |
| 44      | Seguros de Crédito La Mundial                      | CESCE                     |
| 45      | Seguros Virgen del Valle                           | -                         |
| 46      | Primus Seguros                                     | -                         |
| 47      | Hispana de Seguros                                 | -                         |
| 48      | Iberoamericana de Seguros                          | -                         |
| 49      | Oceánica de Seguros                                | -                         |